# Jacob Jan Cambier
Jacob Jan Cambier (Vianen, 29 juni 1756 - Wassenaar, 4 oktober 1831) was een patriot en Nederlands minister. Hij behoorde vóór 1795 tot de Haarlemse regenten en werd in 1796 lid van de Eerste Nationale Vergadering. Cambier was in de Bataafse Republiek agent van Oorlog en onder Lodewijk Napoleon minister van onder meer Koophandel en Oorlog en vicepresident van de Staatsraad. Na de staatsgreep van 22 januari 1798 is hij gevangengenomen en gevangengezet op Huis Ten Bosch. Hij werd bij besluit van 10 juli 1798 weer vrijgelaten. Na herwinning van de onafhankelijkheid werd hij gezant en Eerste Kamerlid.

## Ridderorden
- Ridder in de Orde van de Unie
- Commandeur in de Orde van de Unie, 25 november 1807
- Grootkruis in de Orde van de Unie, 3 februari 1808
- Grootkruis in de Orde van de Reünie, 22 februari 1812
- Commandeur in de Orde van de Nederlandse Leeuw

## Trivia
- Cambier was Minister van Oorlog toen Napoleon zijn broer afzette en Nederland annexeerde. Cambier kreeg het te kwaad toen de gezanten Lebrun en Oudinot in Nederland arriveerden. Oudinot zou toen gezegd hebben: "Kom, kom, meneer Cambier, huilt u niet zo, want dan ga ik ook huilen, en dan zien we er beiden belachelijk uit."[1]

- Biografisch Portaal: 08365861
- Digitale Bibliotheek voor de Nederlandse Letteren: camb005
- International Standard Name Identifier: 0000 0003 9122 3412
- Nederlandse Thesaurus van Auteursnamen: 069967369
- Parlement.com: vg09llrv3qzx
- Virtual International Authority File: 284983885
- WorldCat: E39PBJyxfjwVwFpk4XPBJRKPQq